# Josef Mattauch
Josef Mattauch (né le 21 novembre 1895 à Mährisch-Ostrau et mort le 10 août 1976 à Klosterneuburg) est un physicien allemand connu pour son travail sur l'abondance des isotopes par spectrométrie de masse. Il a développé la règle isobare de Mattauch (en) en 1934,.

## Carrière
En 1941 il succède à Lise Meitner à la tête du département de physique de la Société Kaiser-Wilhelm et devient plus tard directeur du nouveau Institut Max-Planck de chimie. Il prend sa retraite en 1965.
C'est l'un des signataires du Manifeste des 18 de Göttingen.